# Мисс Интернешнл 1973
Мисс Интернешнл 1973 (англ. Miss International 1973) — 13-й конкурс красоты Мисс Интернешнл, который выиграла Туула Аннели Бьорклинг, представительница Финляндии. Конкурс состоялся 13 октября 1973 года в Осаке, Япония.

## Финальный результат
| Финальные результаты | Участница |
| -------------------- | --- |
| Мисс Интернешнл 1973 | - Финляндия — Аннели Бьёрклинг |
| 1-я вице-мисс        | - Великобритания — Зой Спинк |
| 2-я вице-мисс        | - Исландия — Хельга Эльдон Йонсдоттир |
| 3-я вице-мисс        | - Испания — Мария Исабель Лоренсо Сааведра |
| 4-я вице-мисс        | - Филиппины — Мария Элена «Marilen» Суарес Охедо |
| Полуфиналистки       | - Аргентина — Моника Элена Неу - Австралия — Паула Лесли Витхёд - Колумбия — Тулия Инес Гомес Поррас - Франция — Кристина Шмадт - Германия — Ингеборг Браун - Япония — Мики Яита - Новая Зеландия — Тереза Ирен Ходжсон - Швейцария — Дуня Клаудия Видекер - Таиланд — Чинтана Течаманееват - Венесуэла — Хильда Эльвира Карреро Гарсия |

## Специальные награды
| Награды                    | Участницы                                  |
| -------------------------- | ------------------------------------------ |
| Мисс Фотогеничность        | - Германия — Ингеборг Браун                |
| Мисс Дружба                | - Испания — Мария Изабель Лоренцо Сааведра |
| Лучший национальный костюм | - Финляндия — Аннели Бьёрклинг             |

## Участницы
- Аргентина — Моника Элена Неу
- Австралия — Паула Лесли Витхёд
- Австрия — Росвита Кобальд
- Бельгия — Фиона Летта
- Боливия — Роза Мария Колумба Гонсалес
- Бразилия — Дениз Пентедо Коста
- Канада — Нэнси Хендерсон
- Чили — Этель Кленнер Родригес
- Колумбия — Тулия Инес Гомес Поррас
- Дания — Анетт Гранквист
- Эквадор — Пим Санчес
- Финляндия — Аннели Бьёрклинг
- Франция — Кристина Шмадт
- Германия — Ингеборг Браун
- Греция — Мариелла Дигиакому
- Гуам — Элейн Маркиз
- Гавайи — Мэригольд Тойбинсон
- Нидерланды — Йылдиз де Кат
- Гондурас — Роза Эделинда Лопес
- Гонконг — Камилла Вонг
- Исландия — Хельга Элдон Йонсдоттир
- Индия — Линетт Уильямс
- Ирландия — Полин Тереза Фицсимонс
- Италия — Розамария Идризи
- Япония — Мики Яита
- Республика Корея — Ким Ме-джа
- Люксембург — Жизель Анита Николь Аззери
- Малайзия — Нэнси Тонг
- Мальта — Маримар Захра
- Мексика — Лус дель Кармен Бермудес
- Новая Зеландия — Тереза Ирен Ходжсон
- Никарагуа — Нина Эрнандес
- Норвегия — Энн Катрин Рамстад
- Филиппины — Мария Елена "Марилен" Суарес Охеда
- Португалия — Аида Сильва Таварес
- Пуэрто-Рико — Мириам Варгас
- Сингапур — Дорис Онг Сви Гек
- Испания — Мария Изабель Лоренцо Сааведра
- Шри-Ланка — Ивонна Муттупулле
- Швеция — Сюзанна Андерссон
- Швейцария — Дуня Клаудия Видекер
- Французская Полинезия — Эдна Тепава
- Таиланд — Чинтана Течаманееват
- Турция — Несрин Кекеви
- Великобритания — Зои Спинк
- США — Пиа Нэнси Канзани
- Венесуэла — Хильда Эльвира Карреро Гарсия

## Сноски
- Результаты Miss International 1973 года  (недоступная ссылка с 18-05-2013 [4468 дней] — история)
- Pageantopolis